# Rudolf Stockar
Rudolf Stockar, křtěný Rudolf František Stockar von Bernkopf (28. května 1886 Doloplazy – 19. prosince 1957 Praha), byl český šlechtic, povoláním architekt a designér. Před zrušením šlechtických titulů v roce 1918 používal rodné příjmení Stockar von Bernkopf, Stockar-Bernkopf nebo Stockar z Bernkopfů.

## Život
Rudolf Stockar se narodil v rodině správce Doloplazského cukrovaru, svobodného pána Rudolfa Marii Jana Stockara von Bernkopf (16. říjen 1850, Sazená u Velvar – 11. duben 1904, Praha) a jeho ženy Františky Vojtěšky Filipové (20. duben 1866, Kutná Hora – 16. červen 1899, Uhříněves). Měl mladšího bratra Jaroslava Františka (* 1890), absolventa Vysoké školy technické v Praze, a sestru Marii Rudolfu (22. duben 1885 – 1974). Rodina pocházela z původně švýcarského a rakouského šlechtického rodu Stockarů, jehož počátky sahají do 15. století.
V letech 1904–1909 vystudoval architekturu na pražské technice v ateliéru profesora Jana Kouly. 
Začínal tvorbou ve stylu geometrické secese. Na přelou desátých a dvacátých let experimentoval s kubismem, rondokubismem (národní styl) a art deco. Své pozdější dílo tvořil ve stylu purismu a funkcionalismu. Od roku 1910 pracoval také jako designér pro družstvo Artěl; v letech 1915–1925 byl členem jeho vedení.
Nejprve pracoval jako úředník pražského magistrátu, později si založil vlastní projekční ateliér. Zkoušku úředně oprávněného civilního inženýra složil 26. října 1914.
Svatba 
Dne 18. června 1910 se Rudolf Stockar oženil s Ludmilou Brichtovou (1888–??), prostřední dcerou Arnošta Brichty, ředitele deníku Česká politika. Svatba proběhla v kostele Matky Boží před Týnem jako paralelní trojí sňatek, při kterém si tři sestry Brichtovy Blažena (1884), Ludmila (1888) a Václava (1890) vzaly tři ženichy. Manželství zůstalo bez potomků.

## Rodina
Rudolf Stockar byl švagrem Zdeňka Nejedlého, který se oženil jako první s  Marií (* 1881), prvorozenou dcerou Arnošta Brichty. Stejně tak byl švagrem hudebního vědce Vladimíra Helferta, jehož manželkou byla Blažena, rozená Brichtová (* 1884), a malíře Otakara Štáfla, manžela Václavy Brichtové (* 1884) 

## Dílo

### Realizované stavby
- 1910–1911 Vlastní vila, Na baště sv. Tomáše 231/5, Praha 1 – Hradčany[11] stavbu realizoval stavitel Jaroslav Libánský spolu se sousedním symetrickým domem.
- 1912 Rodinný dům, Nad Rokoskou 909/15, 182 00 Praha 8 – Libeň[12][p 1]
- 1913 Budova Děkanství, Praha – Uhříněves
- 1916 Interiér cukrárny v paláci Ligna, Praha 1 – Nové Město, spolu s Františkem Kyselou[13]
- 1918 Vila Františky Lipčíkové, Olomouc, Brněnská 80, jedna mála kubistických staveb na Moravě.[14]
- 1921–1922 Sokolovna, Jablonné nad Orlicí
- 1922 Přestavba obchodního a nájemního domu, Jungmannovo nám. 764/4 a zároveň ulice 28. října 764/8, Praha 1 – Nové Město[15][16][17][18]
- 1922 úprava průčelí továrny na barvy F. J. Materna, Praha 7 – Holešovice, čp. 313, Dělnická 20.[19]
- 1925–1931 Lázeňský dům Palace, Sliač
- 1927–1930 Masarykova obecná a občanská škola, Vimperk
- 1927–1930 Palác Báňské a hutní společnosti, Praha, roh Jungmannovy a Lazarské (řízení stavebních a řemeslných prací)[20]
- 1931 Vila, Skalní 172/17, ve vilové čtvrti na Barrandově v Praze 5
- 1932 Nájemní dům, Jičínská 2285/4, Praha 3 – Vinohrady,[21]
- 1936–1937 Dům „U bílé koule“, Úvoz 228/5, Praha 1 – Malá Strana,[22]
- 1937 Obytný dům, Koulova 1593/4, Praha 6 – Dejvice
- 1938 Přestavba nakladatelství, pasáž a kinosál "Praha", Václavské nám. 834/17, Praha 1 – Nové Město[23] (zbořeno)
- 1939 Nájemní domy Pensijního fondu Národní banky pro Čechy a Moravu, Praha 7 - Holešovice, v ulicích Belcrediho, Vinařské a Heřmanově; společně s architektem Josefem Šolcem. [24]

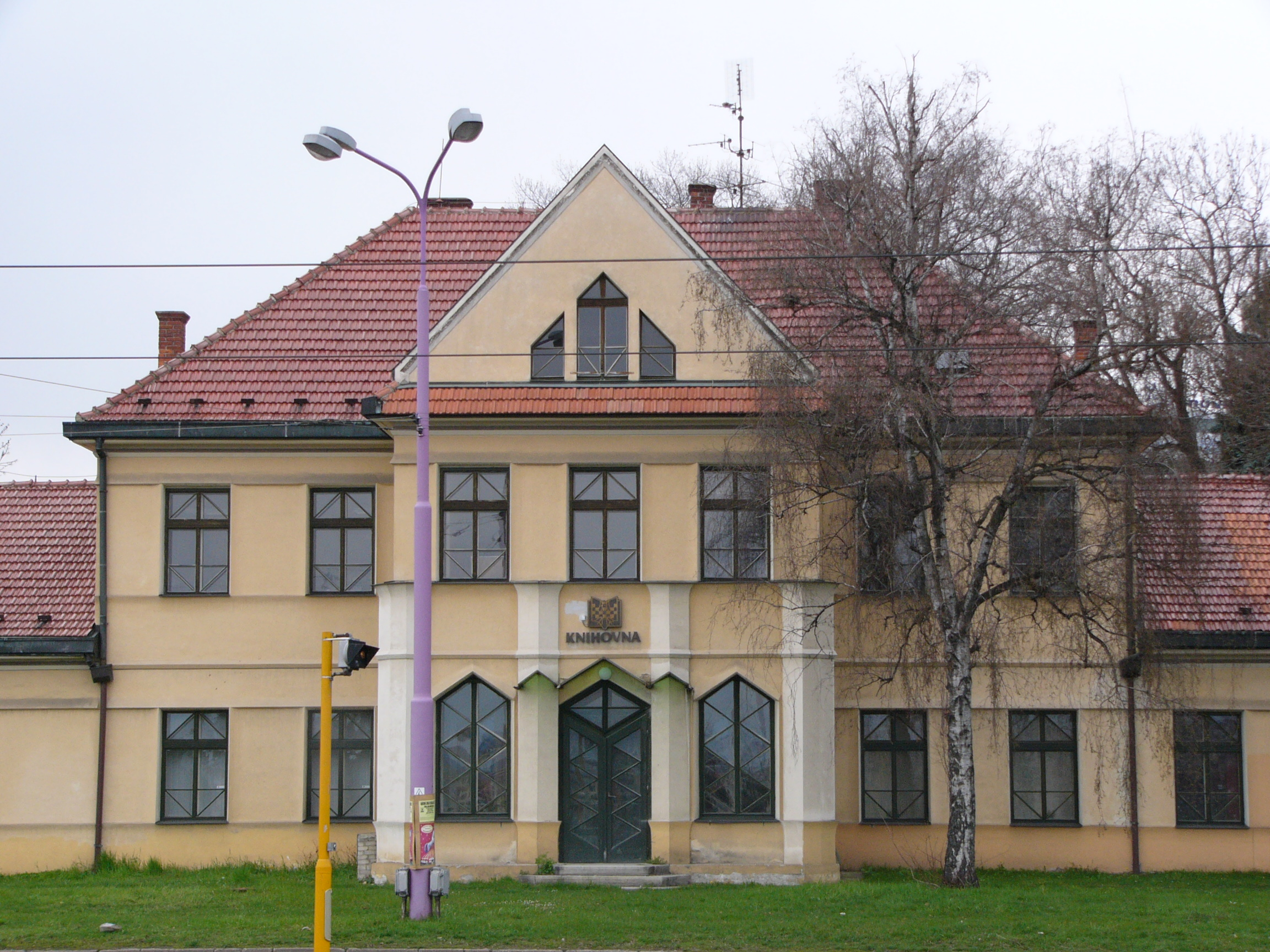
Vila Františky Lipčíkové, Olomouc
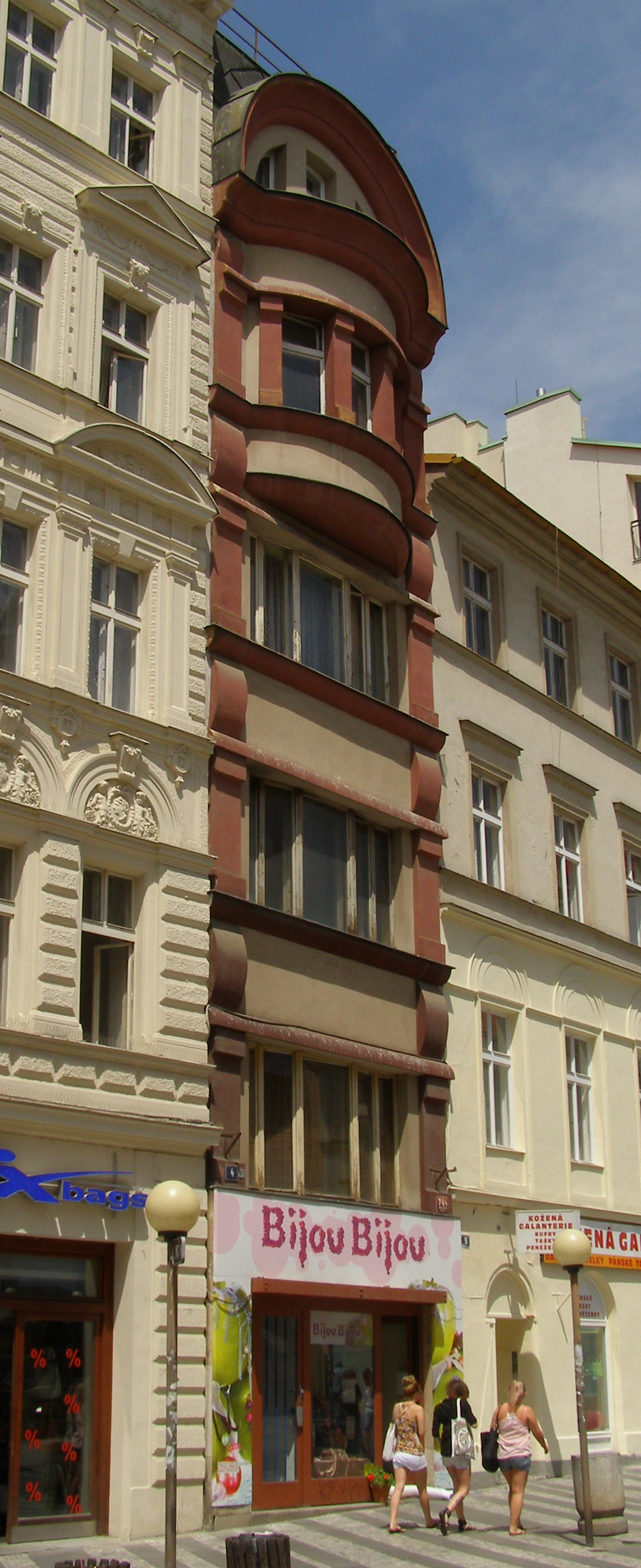
Činžovní dům, Praha 1, Jungmannovo nám. 4
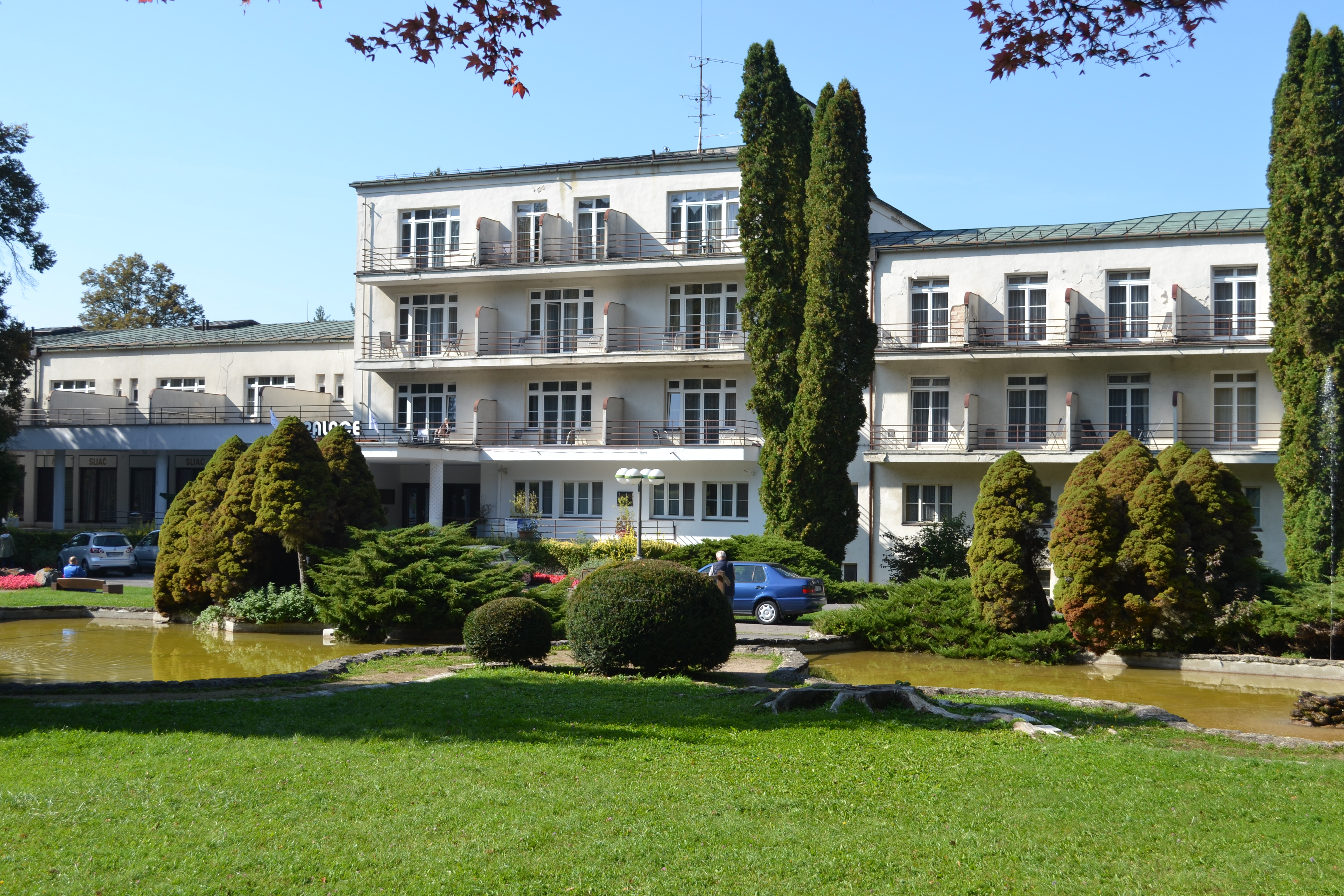
Lázeňský dům Palace, Sliač
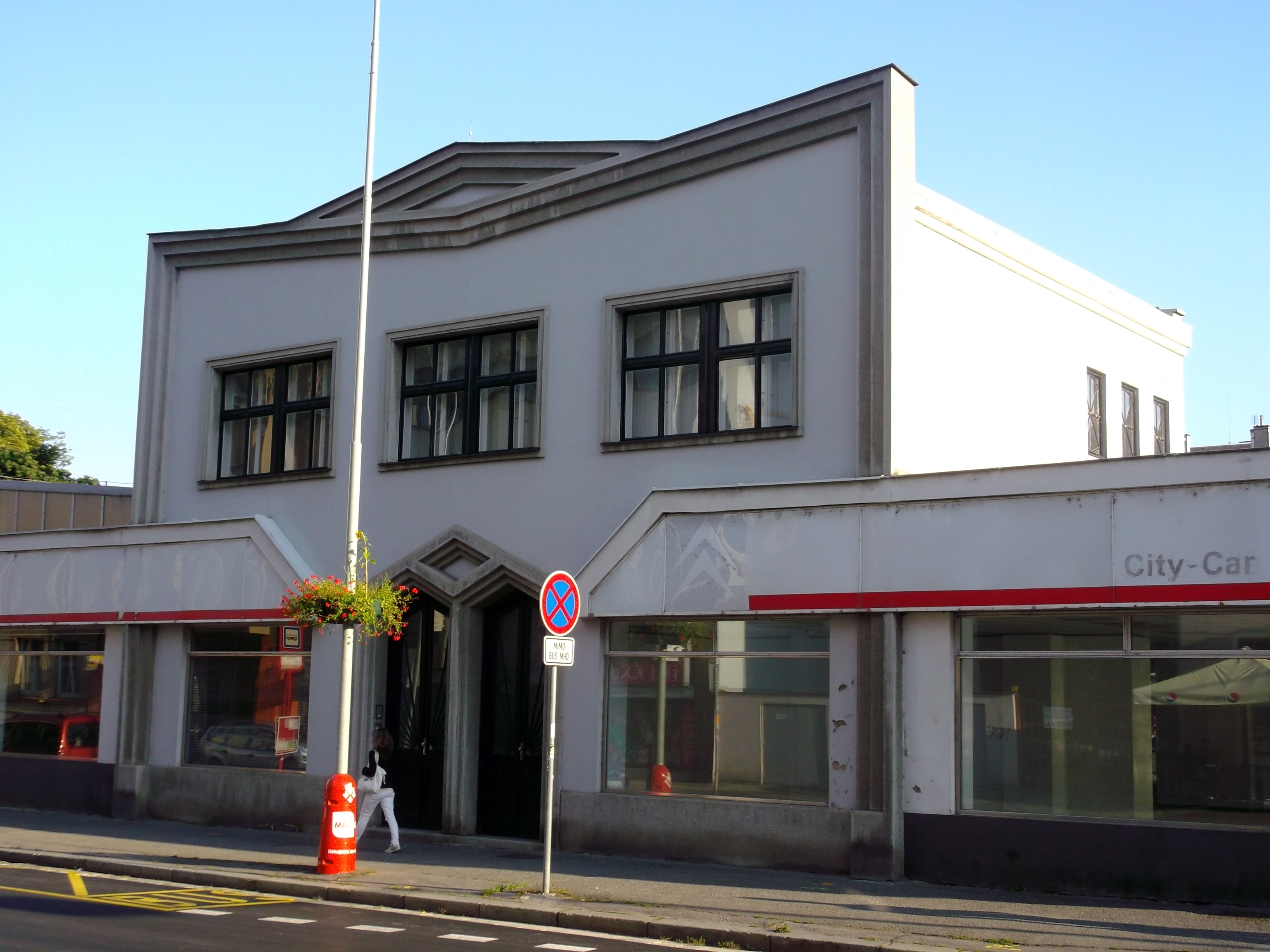
Továrna na barvy Materna, Praha 7

### Nerealizované projekty
- 1927 Návrh obchodního domu (v místě dnešního OD Kotva)[25]

### Design
Pro družstvo Artěl navrhoval zařízení interiérů, nábytek, sklo, keramiku, stolní kuřácké soupravy, pouzdra na cigarety a další kovovou galanterii a stříbrné šperky.

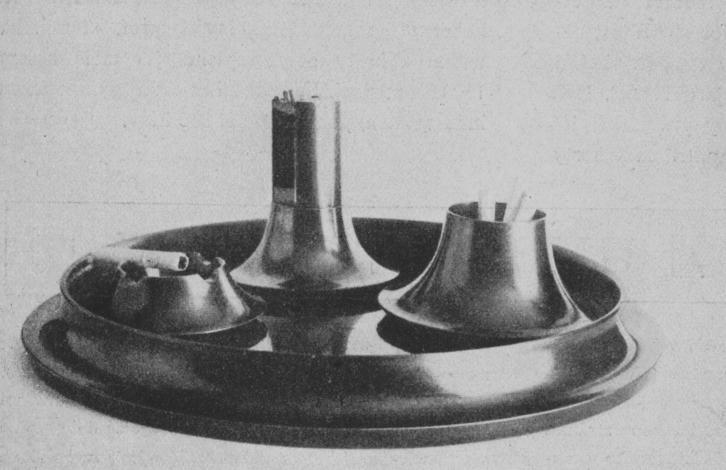
Rudolf Stockar: Stolní kuřácká souprava, 1919
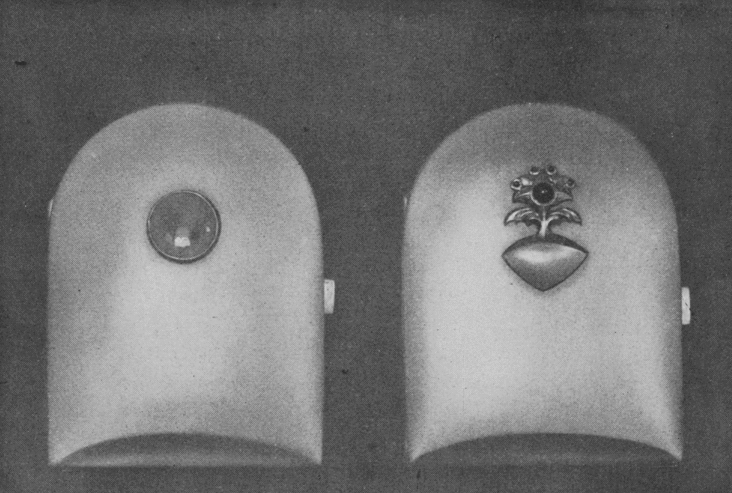
Rudolf Stockar: Pouzdra na cigarety, 1919
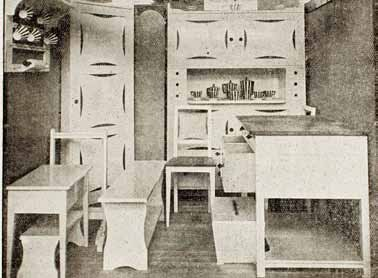
Rudolf Stockar: Kuchyně Artělu na druhém vzorkovém veletrhu v Praze v roce 1921